# ケルメ
ケルメ（リトアニア語: Kelmė）は、リトアニアの都市。ケルメ地区自治体の中心都市である。

## 歴史
第二次世界大戦までケルメはユダヤ人教育の中心地であった。1897年の国勢調査によれば全人口3,914人のうち2,710人がユダヤ人で、その多くは商工業に従事していた。

## 姉妹都市
- ホードメゼーヴァーシャールヘイ（ハンガリー）
- ビウゴライ（ポーランド）